# Helen Quinn
Helen Quinn (Melbourne, 19 de maio de 1943) é uma física australiana.

## Honrarias
- Fellow e ex-presidente da American Physical Society
- Membro da Academia Nacional de Ciências dos Estados Unidos
- Fellow da Academia de Artes e Ciências dos Estados Unidos
- 2000 Medalha Dirac (com Howard Georgi e Jogesh Pati)
- 2005 Ordem da Austrália
- 2008 Medalha Oskar Klein
- 2018 Medalha Benjamin Franklin